# Fumetto statunitense

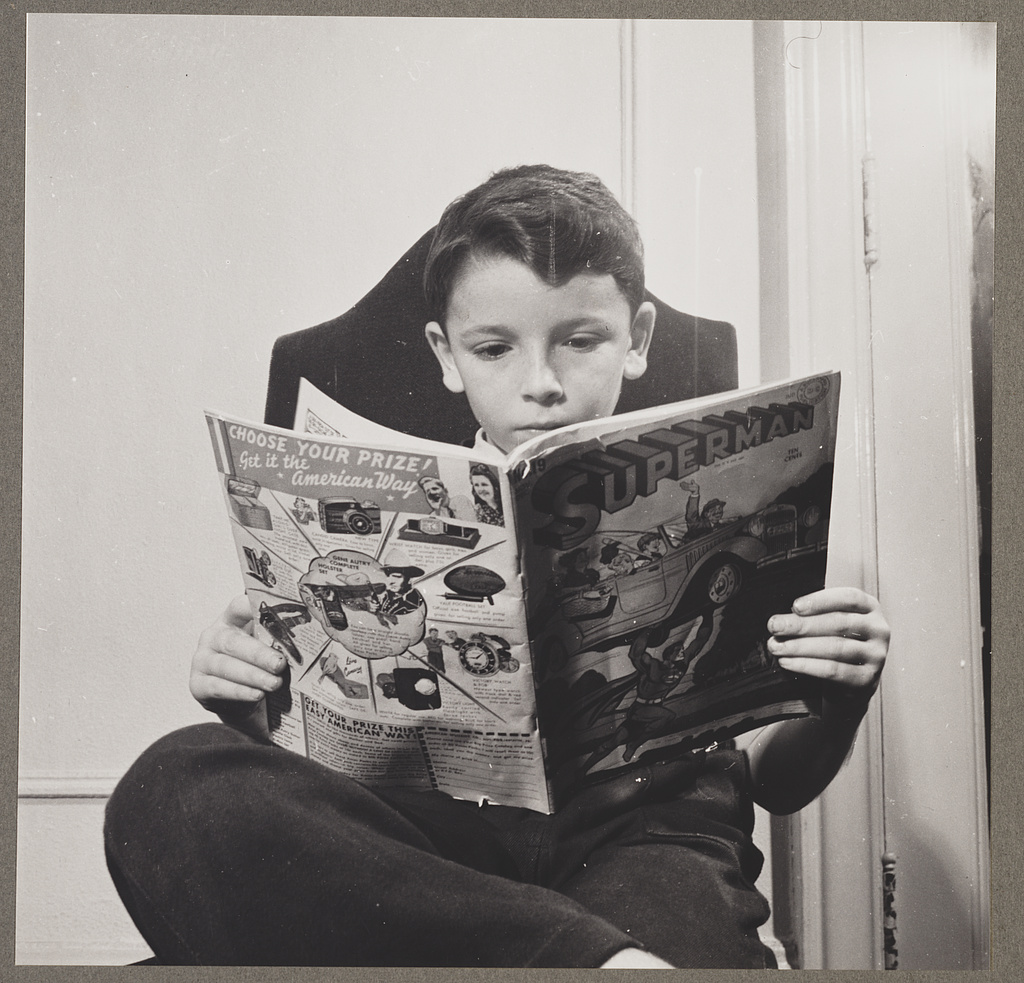
Bambino rifugiato tedesco nella New York Children's Colony, 1942, che legge un fumetto di Superman.

Un fumetto statunitense (in inglese American comic book), o fumetto americano, è un sottile periodico, originario degli Stati Uniti, avente in media 32 pagine e contenente fumetti. Benché la forma sia nata nel 1933, i fumetti americani hanno guadagnato popolarità per la prima volta dopo la pubblicazione nel 1938 di Action Comics, che vedeva il debutto del supereroe Superman. Questo fu seguito da un boom di storie supereroistiche che durò fino alla fine della seconda guerra mondiale. Dopo la guerra, mentre i supereroi erano emarginati, l'industria dei fumetti si espanse rapidamente e generi come horror, crimine, fantascienza e romanticismo divennero popolari. Gli anni 1950 videro un graduale declino del fumetto statunitense a causa dell'abbandono della carta stampata sulla scia della televisione e dell'impatto della Comics Code Authority. La fine degli anni 1950 e gli anni 1960 hanno visto un revival dei supereroi, i quali sono rimasti l'archetipo del personaggio dominante per tutto il tardo 20º secolo fino al 21º secolo.
I fumetti statunitensi sono una delle principali industrie di fumetti a livello globale, insieme ai manga giapponesi, ai fumetti franco-belgi e italiani.
Nel 1934 e nel 1939 sono nati i due più grandi editori di fumetti negli Stati Uniti: la DC Comics e la Marvel Comics. Quando Superman, Batman, Wonder Woman, Hulk, l'Uomo Ragno, gli X-Men, i Fantastici Quattro e molti degli eroi delle due compagnie iniziarono ad apparire nelle storie insieme, i personaggi DC e Marvel iniziarono a convivere in continuità condivise che, decenni dopo, sono stato soprannominate "Universo DC" e "Universo Marvel" dai fan.

## Formato
Le dimensioni tipiche e il numero di pagine dei fumetti sono cambiati nel corso dei decenni, tendendo generalmente verso formati più piccoli e un minor numero di pagine.
Storicamente, la dimensione derivava dalla piegatura di un foglio di carta quarto imperiale (15 × 11 pollici o 380 mm. × 280 mm.), per stampare 4 pagine ciascuna di 7+1⁄2 x 11 pollici (190 mm × 280 mm). Ciò significava anche che il conteggio delle pagine doveva essere un multiplo di quattro.
Negli ultimi decenni, i fumetti standard sono stati ridotti a circa 6,625 x 10,25 pollici.
Il formato del fumetto statunitense è stato adattato in periodici distribuiti al di fuori degli Stati Uniti, soprattutto in Canada e nel Regno Unito.

## Creazione di fumetti
Sebbene i fumetti possano essere frutto del lavoro di un singolo autore, la loro creazione è spesso suddivisa tra un certo numero di professionisti. Potrebbero esserci uno sceneggiatore e un disegnatore distinti, oppure potrebbero esserci disegnatori separati per i personaggi e gli sfondi.
In particolare nei fumetti di supereroi, la parte creativa può essere divisa tra:
- uno sceneggiatore,  che inventa la trama della storia e ne scrive i dialoghi;
- un disegnatore (di solito chiamato artist o penciler), che, lavorando esclusivamente a matita, generalmente predispone la suddivisione delle vignette sulla tavola e disegna in ciascuna vignetta (anche se i layout possono essere gestiti da un artista diverso), e che, in particolare alla Marvel comics può contribuire alla trama e/o ai dialoghi;
- un inchiostratore, che lavora esclusivamente con le chine, che rifinisce l'opera pronta per la stampa.[7][8][9]
- un colorista, che aggiunge il colore alle tavole (ma ciò di solito comporta la preparazione di quattro separazioni individuali in ciano, magenta, giallo e nero per il processo di stampa CMYK, non un'applicazione letterale di quei colori alle pagine inchiostrate).[10]
- un letterista, che aggiunge le didascalie e i balloon (a partire dalla sceneggiatura preparata dallo scrittore).[11]

Il processo inizia con lo scrittore (spesso in collaborazione con uno o più altri, che possono includere l'editor e/o il disegnatore) che presenta un'idea o un concept per la storia, quindi lo elabora in un soggetto, finalizzandolo con un sceneggiatura. Dopo che è stata realizzata la parte grafica, i dialoghi e le didascalie vengono trascritti sulla tavola a partire dalla sceneggiatura e un editor può avere l'ultima parola (ma, una volta pronti per la stampa, è difficile e costoso apportare modifiche importanti), prima che il fumetto venga stampato, dopodiché viene inviato in tipografia.
Il team creativo, lo sceneggiatore e gli artisti, possono lavorare per un editore di comic book che ne gestisce il marketing, la pubblicità e altri aspetti logistici. Un distributore all'ingrosso, come Diamond Comic Distributors, il più grande negli Stati Uniti, distribuisce il prodotto stampato ai rivenditori.
Un altro aspetto del processo coinvolto nel successo dei fumetti è l'interazione tra i lettori/fan e il/i creatore/i. Le fan art e le lettere all'editore venivano comunemente stampate sul retro dell'albo, finché, all'inizio del XXI secolo, vari forum Internet hanno iniziato a sostituire questa tradizione.

## Fumetti indipendenti e alternativi
La crescita dei negozi specializzati in fumetti ha contribuito a consentire diverse ondate di fumetti prodotti in modo indipendente, a partire dalla metà degli anni 1970. Alcuni dei primi esempi di questi - generalmente indicati come fumetti "indipendenti" o "alternativi" - come Big Apple Comix, continuarono in qualche modo nella tradizione dei primi fumetti underground, mentre altri, come Star Reach, somigliavano alla produzione degli editori tradizionali. nel formato e nel genere, ma sono stati pubblicati da piccole imprese di proprietà di artisti o da un singolo artista.
Questa cosiddetta scena della "piccola stampa" (un termine derivato dalla quantità limitata di fumetti stampati in ciascuna tiratura) ha continuato a crescere e diversificarsi, con un numero di piccoli editori che negli anni 1990 hanno cambiato il formato e la distribuzione dei loro fumetti. per assomigliare più da vicino all'editoria non fumettistica. La forma dei "minifumetti", una versione estremamente informale dell'autoedizione, è nata negli anni 1980 ed è diventata sempre più popolare tra gli artisti negli anni 1990, nonostante abbia raggiunto un pubblico ancora più limitato rispetto alle piccole case editrici.

## Storia

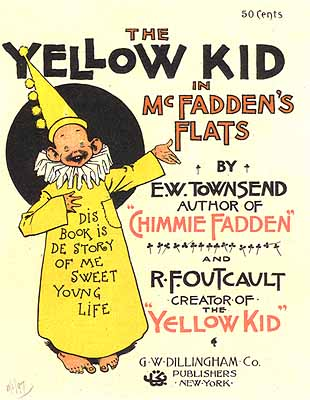
The Yellow Kid in McFadden's Flats (1897)

### Proto-fumetti
Lo sviluppo del fumetto statunitense moderno è avvenuto per fasi. Gli editori avevano raccolto striscie a fumetti in libri a copertina rigida già nel 1842, con Le avventure di Obadiah Oldbuck, una raccolta di inserti di giornali in lingua inglese originariamente pubblicati in Europa nel 1837 e creati da Rodolphe Töpffer con il titolo Histoire de Mr. Vieux Bois.
La G. W. Dillingham Company pubblicò il proto-fumetto noto negli Stati Uniti, The Yellow Kid in McFadden's Flats, nel 1897. Il materiale fu ristampato in un volume con copertina rigida: principalmente la sequenza dal 18 ottobre 1896 al 10 gennaio 1897 intitolata "McFadden's Row of Flats" - dalla striscia a fumetti di giornale del fumettista Richard F. Outcault Hogan's Alley, con protagonista Yellow Kid. La pubblicazione di 196 pagine, con rilegatura quadrata, in bianco e nero, che comprendeva anche un testo introduttivo di E.W. Townsend, misurava 5 x 7 pollici (130 mm × 180 mm) e veniva venduta per 50 centesimi. Sul retro della copertina appare il neologismo "comics". Nonostante la pubblicazione di una serie di fumetti Hearst correlati subito dopo, il primo proto-fumetto mensile, Comic Monthly della Embee Distributing Company, non apparve fino al 1922. Prodotto in formato 8+1⁄2 x 9 pollici (220 mm × 230 mm), ristampò fumetti in bianco e nero e durò un anno.

### The Funnies and Funnies on Parade

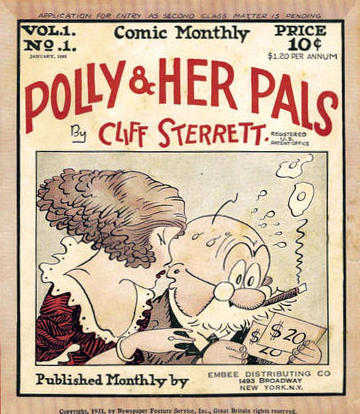
Comic Monthly #1 (Jan. 1922)

Nel 1929, la Dell Publishing (fondata da George T. Delacorte, Jr.) pubblicò The Funnies, descritto dalla Biblioteca del Congresso come "un inserto di tabloid di breve durata" e da non confondere con il fumetto omonimo della Dell del 1936. Lo storico Ron Goulart descrive il periodico di 16 pagine in quattro colori come «più una sezione di fumetti domenicali senza il resto del giornale che un vero fumetto. Ma offriva materiale originale ed era venduto in edicola». The Funnies uscì per 36 numeri, pubblicati il sabato fino al 16 ottobre 1930.
Nel 1933, il venditore Maxwell Gaines, il direttore delle vendite Harry I. Wildenberg e il proprietario George Janosik della società Eastern Color Printing di Waterbury, nel Connecticut, che stampava, tra le altre cose, sezioni di fumetti per la domenica, produssero Funnies on Parade come un modo per mantenere attive le macchine da stampa. Come The Funnies, ma di sole otto pagine, appariva come una rivista con carta da giornale. Invece di utilizzare materiale originale, tuttavia, ristampava a colori diversi fumetti concessi in licenza dal McNaught Syndicate, dal Ledger Syndicate e dal Bell-McClure Syndicate. Questi comprendevano strisce popolari come Mutt and Jeff del fumettista Al Smith, Joe Palooka di Ham Fisher e Skippy di Percy Crosby. Eastern Color non vendeva questo periodico né lo rendeva disponibile nelle edicole, ma piuttosto lo spediva gratuitamente come articolo promozionale ai consumatori che inviavano coupon ritagliati da prodotti di sapone e articoli da toeletta Procter & Gamble. L'azienda stampò 10.000 copie. La promozione si rivelò un successo e quell'anno la Eastern Color produsse periodici simili per le bevande analcoliche Canada Dry, Kinney Shoes, i cereali Wheatena e altri, con tirature da 100.000 a 250.000 copie.

### Famous Funnies and New Fun
Sempre nel 1933, Gaines e Wildenberg collaborarono con Dell per pubblicare la rivista di 36 pagine Famous Funnies: A Carnival of Comics, che gli storici considerano il primo vero fumetto statunitense; Goulart, ad esempio, lo definisce «la pietra angolare di uno dei rami più lucrosi dell’editoria periodica». La distribuzione avveniva tramite la catena di grandi magazzini di Woolworth, anche se non è chiaro se venisse venduto o regalato; la copertina non riporta alcun prezzo, ma Goulart si riferisce, metaforicamente o letteralmente, ad "attaccare un cartellino del prezzo di dieci centesimi [sic] sui fumetti".
Quando Delacorte rifiutò di continuare con Famous Funnies: A Carnival of Comics, la Eastern Color pubblicò da sola Famous Funnies n. 1 (copertina datata luglio 1934), un albo gigante di 68 pagine venduto per 10 centesimi. Distribuito in edicola dalla gigantesca American News Company, si rivelò un successo tra i lettori durante la Grande Depressione, vendendo il 90% delle sue 200.000 copie, pur portando in rosso Eastern Color per più di 4.000 dollari. La situazione cambiò rapidamente quando la rivista inizio a realizzare un profitto di 30.000 $ per ogni numero a partire dal 12. Alla fine di Famous Funnies furono pubblicati 218 numeri, avrebbe ispirato imitazioni e lanciò in gran parte un nuovo mezzo di comunicazione di massa.
Quando cominciò a diminuire la fornitura di strisce a fumetti esistenti, i primi comic books iniziarono a includere una piccola quantità di materiale nuovo e originale in formato a strisce. Alla fine inevitabilmente debuttò un tipo di comic book con materiale completamente originale, non frutto di ristampe. Il nascente editore Malcolm Wheeler-Nicholson fondò la National Allied Publications, che si sarebbe evoluta nella DC Comics, per pubblicare New Fun n. 1 (febbraio 1935). Era una rivista di 36 pagine in formato tabloid, 10 x 15 pollici (250 mm × 380 mm), con copertina in cartoncino e non lucida. Era un'antologia che mescolava elementi umoristici come il fumetto comico sugli animali Pelion and Ossa, Jigger and Ginger ambientato al college, fumetti drammatici come la striscia western Jack Woods e il fumetto d'avventura Barry O'Neill, con un cattivo da "pericolo giallo" in stile Fu Manchu, Fang Gow. Il numero 6 (ottobre 1935) vide il debutto nei fumetti di Jerry Siegel e Joe Shuster, i futuri creatori di Superman. I due iniziarono la loro carriera con il moschettiere spadaccino "Henri Duval", realizzando i primi due episodi prima di cederli ad altri e, sotto gli pseudonimi "Leger e Reuths", crearono il soprannaturale combattente del crimine Doctor Occult.

### Supereroi e l'Età dell'oro
Nel 1938, dopo che il partner di Wheeler-Nicholson, Harry Donenfeld, lo aveva spodestato, l'editore della National Allied Vin Sullivan estrapolò dalle proposte scartate una creazione di Siegel e Shuster e la usò come copertina (ma solo come storia d'appendice) su Action Comics n. 1 (giugno 1938). L'eroe alieno del duo, Superman, indossava un mantello e una calzamaglia colorati. Il costume, influenzato dall'abbigliamento di Flash Gordon del 1934, evocava artisti circensi, e Superman divenne l'archetipo dei "supereroi" che sarebbero seguiti.
All'inizio del 1939, il successo di Superman in Action Comics spinse gli editori della National Comics Publications (la futura DC Comics) a richiedere più supereroi per le proprie testate. In tutta risposta, Bob Kane e Bill Finger crearono Batman, che fece il suo debutto su Detective Comics n. 27 (maggio 1939). Il periodo che va dalla fine degli anni 1930 fino all'incirca alla fine degli anni 1940 viene definito dagli esperti di fumetti l'età dell'oro dei fumetti. Presentava tirature estremamente elevate, con Action Comics e Captain Marvel che vendevano oltre mezzo milione di copie al mese ciascuno; i fumetti fornirono intrattenimento economico molto popolare durante la seconda guerra mondiale, specialmente tra i soldati, ma con qualità irregolare nelle storie, nelle illustrazioni e nella stampa. All'inizio degli anni 1940, oltre il 90% delle ragazze e dei ragazzi dai sette ai diciassette anni leggeva fumetti.Nel 1941, H. G. Peter e William Moulton Marston crearono il personaggio femminile della supereroina Wonder Woman, che debuttò in All Star Comics n. 8 (dicembre 1941) e Sensation Comics presentò Wonder Woman nel 1942.
Pep Comics della MLJ debuttò come antologia di supereroi, fantascienza e avventura, ma dopo che la testata introdusse il fumetto umoristico adolescenziale Archie nel 1942, la sua popolarità presto eclissò tutte le altre creazioni della MLJ, portando l'editore a ribattezzarsi Archie Comics.
Dopo la fine della seconda guerra mondiale, la popolarità dei supereroi diminuì notevolmente, mentre l'industria dei fumetti si espanse. Alcuni personaggi affermati come Superman, Batman e Wonder Woman continuarono a vendere, ma la DC cancellò le serie con protagonisti Flash e Lanterna Verde e convertì All-American Comics e All Star Comics in titoli western e Star Spangled Comics in un fumetto di genere bellico. L'editore lanciò anche titoli di fantascienza come Strange Adventures e Mystery in Space. La Timely Comics di Martin Goodman, conosciuta anche come Atlas, cancellò i suoi tre titoli di supereroi precedentemente molto venduti con protagonisti Capitan America (creato da Joe Simon e Jack Kirby), la Torcia Umana e il Sub-Mariner, facendo rivivere brevemente i personaggi nel 1954 solo per cancellarli nuovamente poco dopo per concentrarsi sui generi horror, fantascienza, umorismo adolescenziale, romanticismo e western. Si affermarono fortemente i fumetti romantici, con Young Romance di Prize Comics e con Young Love, quest'ultimo scritto e disegnato da Joe Simon e Jack Kirby; La popolarità di questi due titoli portò a un'esplosione di fumetti romantici di molti editori.
I fumetti di Dell rappresentavano un terzo di tutte le vendite in Nord America all'inizio degli anni 1950. Le sue 90 testate avevano una tiratura media di 800.000 copie per serie per ogni numero, con Walt Disney's Comics and Stories che raggiunse un picco di tiratura di tre milioni al mese nel 1953. Undici dei 25 fumetti più venduti all'epoca erano titoli Dell. Su 40 editori attivi nel 1954, Dell, Atlas (ovvero Marvel), DC e Archie erano i protagonisti in termini di volume di vendite. A questo punto, gli ex grandi editori Fawcett e Fiction House avevano cessato di pubblicare.
La diffusione raggiunse il picco nel 1952, quando furono pubblicati 3.161 numeri di vari fumetti con una diffusione totale di circa un miliardo di copie. Dopo il 1952, il numero di pubblicazioni individuali diminuì ogni anno per il resto del decennio, con i maggiori cali verificatisi nel 1955–56. Il rapido declino seguì l'introduzione della Comics Code Authority sulla scia delle udienze del Senato sulla delinquenza giovanile, che, ignorando i problemi sociali causati dalle guerre del 1939-45 e del 1950-52, cercò di attribuire la colpa di tali problemi esclusivamente ai fumetti. Mentre tra il 1952 e il 1953 ci fu un calo solo del 9% nel numero di pubblicazioni, la diffusione crollò di circa il 30-40%. La causa della diminuzione non è del tutto chiara. La televisione aveva cominciato a fare concorrenza ai fumetti, ma ci fu anche un aumento dei valori conservatori con l'elezione nel 1952 di Dwight Eisenhower. La Comics Code Authority, un organismo di autocensura fondato per frenare la delinquenza giovanile presumibilmente dovuta al crimine e ai fumetti horror, è stato spesso preso di mira come colpevole, ma le vendite avevano iniziato a diminuire l'anno prima della sua fondazione. Gli editori più grandi non furono gravemente danneggiati dal calo delle vendite, ma gli editori più piccoli capitolarono: EC (l’obiettivo principale del CCA) smise di pubblicare titoli gialli e horror, che costituivano la sua intera attività, e furono costretti a uscire del tutto dal mercato, rivolgendosi invece all'editoria di riviste. Nel 1960, la produzione si era stabilizzata a circa 1.500 pubblicazioni all'anno (che rappresenta un calo superiore al cinquanta per cento dal 1952).
I generi di fumetti dominanti degli anni Cinquanta post-CCA erano funny animals, umorismo, romanticismo, proprietà televisive e western. Erano popolari anche i fumetti polizieschi, fantasy, per adolescenti e di guerra, ma le ristampe di fumetti d'avventura, di supereroi e strisce a fumetti erano in declino, con Famous Funnies che vide il suo ultimo numero nel 1955.

### The Comics Code
Tra la fine degli anni 1940 e l'inizio degli anni 1950 fiorirono i fumetti horror e true crime, molti dei quali contenevano violenza grafica e sangue. A causa di tali contenuti, i crociati morali si preoccuparono dell'impatto dei fumetti sui giovani e incolparono i fumetti di tutto, dai voti bassi alla delinquenza minorile all'abuso di droghe. Questa indecenza percepita portò alla raccolta e al rogo pubblico di fumetti a Spencer, Virginia Occidentale e Binghamton, New York nel 1948, che ricevettero l'attenzione nazionale e innescarono altri roghi pubblici da parte di scuole e gruppi di genitori in tutto il paese. Alcune città approvarono leggi che vietavano completamente i fumetti. Nel 1954, lo psichiatra Fredric Wertham pubblicò il suo libro Seduction of the Innocent, in cui discuteva di ciò che percepiva come sfumature sadiche e omosessuali rispettivamente nei fumetti horror e nei fumetti di supereroi, e puntò il dito contro EC Comics per il suo successo come editore di questi generi. In risposta alla crescente ansia dell'opinione pubblica, la sottocommissione del Senato sulla delinquenza minorile tenne udienze sull'indecenza dei fumetti da aprile a giugno 1954.
Sulla scia di questi disordini, un gruppo di editori di fumetti, guidati da National e Archie, fondò nel 1954 la Comics Code Authority e redasse il Comics Code, inteso come "il codice più rigoroso esistente per qualsiasi mezzo di comunicazione". Un sigillo di approvazione del Comics Code apparve presto praticamente su ogni fumetto in edicola. EC, dopo aver sperimentato fumetti meno controversi, abbandonò la sua linea di fumetti per concentrarsi sul satirico Mad, un comic book che venne convertito in un formato rivista per aggirare il Codice.

### Età d'argento dei fumetti
La DC iniziò un revival dei fumetti di supereroi nel 1956 riproponendo nell'ottobre di quell'anno il suo ex bestseller dell'età dell'oro Flash in Showcase n. 4. Molti storici del fumetto considerano questo come l'inizio della Silver Age dei fumetti americani, sebbene la Marvel (a questo punto ancora conosciuta sia come Timely che come Atlas) avesse iniziato a far rivivere alcuni dei suoi vecchi supereroi già nel 1954. Il nuovo Flash viene preso simbolicamente come l'inizio di una nuova era, anche se il suo successo non fu immediato. Ci vollero due anni prima che Flash ricevesse il proprio titolo, e Showcase stesso era solo una testata bimestrale, anche se introdusse un gran numero di personaggi duraturi. Nel 1959, il lento risveglio dei supereroi era diventato chiaro ai concorrenti della DC. Archie si cimentò quell'anno e Charlton si unì al carrozzone nel 1960.

The Fantastic Four n. 1 (Nov. 1961). Cover art by Jack Kirby.

Nel 1961, su richiesta dell'editor Martin Goodman (che stava reagendo all'aumento delle vendite del nuovo titolo di supereroi della National, The Justice League of America), lo scrittore/editor Stan Lee e l'artista/co-plotter Jack Kirby crearono i Fantastici Quattro per Atlas. , che si era ribattezzata Marvel Comics. Con un'innovazione che ha cambiato l'industria dei fumetti, Fantastic Four n. 1 diede il via a uno stile naturalistico di supereroi con fallimenti umani, paure e demoni interiori: eroi che litigavano e si preoccupavano di pagare l'affitto. In contrasto con gli archetipi supereroici e benevoli dei supereroi affermati dell’epoca, questo inaugurò una rivoluzione. Con i disegni dinamici di Kirby, Steve Ditko, Don Heck e altri, che completavano la prosa colorata e accattivante di Lee, il nuovo stile divenne molto popolare tra adolescenti e studenti universitari che potevano identificarsi con la natura irrequieta e irriverente di personaggi come l'Uomo Ragno, Hulk, gli X-Men e i Fantastici Quattro. Questo fu un periodo di sconvolgimenti sociali, che diede vita a una nuova generazione di giovani che trovò una propria voce in queste serie. Poiché le testate della Marvel erano distribuite dalla sua rivale, la National, dal 1957 al 1968 la Marvel si limitò a pubblicare solo otto titoli al mese. Questa circostanza mostrò un lato positivo, perché costrinse l'azienda a concentrare i suoi talenti più brillanti su un numero limitato di serie, in un momento in cui i suoi rivali stavano diluendo i loro creativi in un numero enorme di testate mensili. Di conseguenza, la qualità del prodotto Marvel aumentò vertiginosamente e con essa le vendite.
Mentre agli albori dei fumetti veniva dato credito ai creatori di fumetti, questa pratica era quasi scomparsa durante gli anni 1940 e 1950. I fumetti erano prodotti da società di fumetti piuttosto che da singoli artosto (EC è un'eccezione degna di nota, una società che non solo accreditava i suoi team creativi ma presentava anche le loro biografie). Perfino i fumetti di artisti riveriti come Carl Barks non erano conosciuti con il nome del loro creatore: i fumetti Disney di Barks erano firmati "Walt Disney". Negli anni 1960, DC e poi Marvel iniziarono a includere i credits di scrittori e disegnatori nei fumetti che pubblicavano.
Tra le altre importanti aziende che pubblicarono fumetti durante la Silver Age si annoverano American Comics Group (ACG), Charlton, Dell, Gold Key, Harvey Comics e Tower.

### Underground comix
Sesso, droga e rock 'n' roll erano presenti nei comix underground antiautoritari che fecero scalpore nel 1968, in seguito alla pubblicazione di Zap Comix di Robert Crumb, pubblicato irregolarmente. Frank Stack aveva pubblicato The Adventures of Jesus già nel 1962, e c'erano state poche pubblicazioni del genere fino al successo di Crumb. Quella che era iniziato come un contesto di autopubblicazione si trasformò presto in un'industria minore, con Print Mint, Kitchen Sink, Last Gasp e Apex Novelties tra gli editori più noti. Questi comix erano spesso estremamente espliciti e ampiamente distribuiti negli head shop fioriti nell'era della controcultura.
Problemi legali e carenza di carta portarono a un calo della produzione di comix clandestini rispetto al picco del 1972. Nel 1974 l'approvazione delle leggi anti-droga negli Stati Uniti portò alla chiusura della maggior parte degli head shop, cosa che strozzò la distribuzione clandestina di comix. Anche il suo numero di lettori si prosciugò quando lo stesso movimento hippie si è esaurito a metà degli anni 1970.

### Età del bronzo dei fumetti
Wizard usò originariamente l'espressione "Età del bronzo", nel 1995, per denotare l'era dell'Horror moderno. Ma a partire dal 2009 storici e fan usano "Età del Bronzo" per descrivere il periodo della storia dei fumetti mainstream americani che iniziò con il periodo di cambiamenti nei fumetti concentrati nel 1970. A differenza della transizione tra la Golden e la Silver Age, la transizione tra l'era d'argento e del bronzo ha coinvolto molte serie in corso di pubblicazione, rendendo il passaggio meno brusco.

### Età moderna dei fumetti
Lo sviluppo del sistema di distribuzione del "mercato diretto" negli anni 1970 coincise con la comparsa di negozi specializzati in fumetti in tutto il Nord America. Questi negozi specializzati hanno rappresentato un rifugio per serie più particolari, ma hanno anche emarginato i fumetti agli occhi del pubblico. Le storie a fumetti serializzate sono diventate più lunghe e complesse, richiedendo ai lettori di acquistare più numeri per finire una storia.
Tra la metà e la fine degli anni 1980, due serie pubblicate dalla DC Comics, Batman: The Dark Knight Returns e Watchmen, hanno avuto un profondo impatto sull'industria dei fumetti americana. La loro popolarità, insieme all'attenzione dei media mainstream e al plauso della critica, combinati con il cambiamento dei gusti sociali, hanno portato a un tono considerevolmente più cupo nei fumetti durante gli anni 1990, soprannominato dai fan l'era "cupa e cruenta" (grim-and-gritty).
La crescente popolarità di antieroi come Wolverine e il Punitore è rappresentativa di questo cambiamento, così come il tono più cupo di alcuni editori indipendenti come First Comics, Dark Horse Comics e Image Comics (fondata quest'ultima negli anni 1990). Questa tendenza verso l'oscurità e il nichilismo si è manifestata nella produzione DC di storie di fumetti fortemente pubblicizzate come A Death in the Family nella serie Batman (in cui il Joker uccise brutalmente il compagno di Batman, Robin), mentre alla Marvel la costante popolarità delle serie dedicate agli X-Men ha portato a trame che implicavano il genocidio di "mutanti" superpotenti in storie allegoriche sulla persecuzione religiosa ed etnica.
Inoltre, formati come la graphic novel e i trade paperback hanno permesso al fumetto di acquisire una certa rispettabilità come letteratura. Di conseguenza, questi formati sono ora comuni nella vendita al dettaglio di libri e nelle collezioni delle biblioteche pubbliche statunitensi.

### Annotazioni
1. ↑  Rappresentano tre tipologie distinte del genere, differenziandosi sia per lo sviluppo storico e lo stile artistico, sia per i formati di pubblicazione.
2. ↑  Le stime effettive variano tra 840 milioni e 1,3 miliardi.
3. ↑  Un esempio della copertura sensazionalistica dei fumetti nei mass media è[36], trasmesso il 9 ottobre 1955 dalla stazione televisiva di Los Angeles KTTV.

### Fonti
1. 1 2  Duncan e Smith 2009, p. 40.
2. ↑   Ka-blam comics printing.
3. ↑   Jamie McKelvie - Comic Book Page Technical Specifications.
4. ↑   GameRadar.
5. ↑  O'Nale 2010, p. 384.
6. ↑  Tondro 2011, p. 51.
7. ↑  Markstein 2010.
8. ↑  Lyga e Lyga 2004, p. 161.
9. ↑  Lee 1978, p. 145.
10. ↑  Duncan e Smith 2009, p. 315.
11. ↑  Lyga e Lyga 2004, p. 163.
12. ↑   Overview Of The Comic Creation Process, su MakingComics.com. URL consultato il 4 ottobre 2015 (archiviato dall'url originale il 16 novembre 2021).
13. 1 2 3 4   Jamie Coville, The History of Comic Books: Introduction and "The Platinum Age 1897–1938", su thecomicbooks.com, TheComicBooks.com, n.d. (archiviato dall'url originale il 15 aprile 2003).
14. ↑   Comic Monthly. at the Grand Comics Database
15. ↑  US Library of Congress,  "American Treasures of the Library of Congress".
16. 1 2 3 4 5 6   Ron Goulart, Comic Book Encyclopedia, New York, Harper Entertainment, 2004, ISBN 978-0060538163.
17. 1 2   A History of the Comic Book, su randomhistory.com, 18 marzo 2008. URL consultato il 16 luglio 2014 (archiviato dall'url originale il 25 maggio 2013).
18. 1 2   Mitchell Brown, The 100 Greatest Comic Books of the 20th Century: Funnies on Parade, su geocities.com, 2000. URL consultato il 24 febbraio 2003 (archiviato dall'url originale il 24 febbraio 2003).
19. ↑   "Funnies on Parade,", su comics.org. URL consultato il 29 ottobre 2018.
20. ↑   Eric Leif Davin, Partners in Wonder: Women and the Birth of Science Fiction, 1926-1965, Lexington Books, 2005,  p. 169, ISBN 978-0739112663.
21. ↑   Arie Kaplan, From Krakow to Krypton: Jews and Comic Books, Jewish Publication Society, 2008,  p.  6., ISBN 9780827608436.
22. ↑  Daniels, Les. DC Comics:  60 Years of the World's Favorite Comic Book Heroes (Little Brown, 1995).
23. ↑  Daniels, Les. Batman: The Complete History. Chronicle Books, 1999. ISBN 978-0-8118-4232-7, p. 18
24. ↑  Daniels settembre 2010[pagina necessaria]
25. ↑   Laurence Maslon e Michael Kantor, Superheroes!:Capes cowls and the creation of comic book culture,  p. 49.
26. 1 2  Gabilliet 2010, p 51.
27. ↑   Ron Goulart, Over 50 Years of American Comic Books, Publications International, 1991,  p. 161. Source notes overall sales of 275 million comics in 1945, 300 million in 1947, and 340 million in 1949.
28. 1 2 3  Gabilliet 2010, p. 46.
29. ↑  Gabilliet 2010, p. 40.
30. ↑  Gabilliet 2010, p. 44.
31. ↑  Gabilliet 2010, pp. 48-49.
32. ↑  Gabilliet 2010, pp. 47-48.
33. ↑  Gabilliet 2010, p. 47.
34. 1 2  Gabilliet 2010, p. 49.
35. 1 2  Gabilliet 2010, p. 50.
36. ↑   Confidential File: Horror Comic Books!.
37. ↑   Joe Sergi, 1948: The Year Comics Met Their Match, su Comic Book Legal Defense Fund, 8 giugno 2012. URL consultato il 26 luglio 2020.
38. ↑   Daniels, Les, Comix: A history of comic books in America, Bonanza Books, 1971,  p. 84.
39. ↑  Ron Goulart. 1991. Over 50 Years of American Comic Books. Publications International. p.217
40. ↑  Gabilliet 2010, p. 52.
41. ↑  "Origins of the Distribution System," Mile High Comics. Retrieved November 23, 2016
42. ↑  Cronin, Brian (August 4, 2005), "Origins of the Distribution System," Comic Book Resources. Retrieved November 23, 2016
43. ↑  Gabilliet 2010, p. 67.
44. ↑  Gabilliet 2010, p. 65.
45. ↑  Gabilliet 2010, p. 66.
46. ↑  Gabilliet 2010, p. 82.